# 奧沙尼華
奧沙尼華(Juwon Oshaniwa，出生於1990年9月14日）是尼日利亞的職業足球運動員，司職左後衛，現效力於尼日利亚足球甲级联赛球會阿克瓦聯。